# Rancho Nuevo, Tamazunchale
Rancho Nuevo är en ort i Mexiko.   Den ligger i kommunen Tamazunchale och delstaten San Luis Potosí, i den sydöstra delen av landet, 200 km norr om huvudstaden Mexico City. Rancho Nuevo ligger 377 meter över havet och antalet invånare är 605.
Terrängen runt Rancho Nuevo är kuperad åt sydväst, men åt nordost är den platt. Runt Rancho Nuevo är det ganska tätbefolkat, med 86 invånare per kvadratkilometer. Närmaste större samhälle är Tamazunchale, 9,3 km nordväst om Rancho Nuevo. I omgivningarna runt Rancho Nuevo växer huvudsakligen savannskog.